# Tour de Berna
O Tour de Berna (em alemão: Berner-Rundfahrt) são várias competições de ciclismo suíças disputadas no Cantão de Berna. 
A primeira, a masculina profissional, foi criada em 1921 baixo o nome de Tour du Nord-Ouest de la Suisse (Tour do Noroeste da Suíça) e passou a chamar-se Tour de Berna a partir de 1992. O Tour du Nord-Ouest de la Suisse foi disputado originariamente por corredores elites profissionais e amadores. A partir de 1968 foram criadas as provas para categoria sub-23, juniors e amadores; e em 1979 a prova feminina.
Com a criação dos Circuitos Continentais UCI em 2005 a prova masculina profissional fez parte do UCI Europe Tour, dentro da categoria 1.1. Desapareceu ao ano seguinte. Em 2008, criou-se uma corrida para menores de 23 anos cujo primeiro ano também foi profissional fazendo parte do UCI Europe Tour dentro da categoria 1.2U (última categoria do profissionalismo limitada a corredores sub-23). Posteriormente tem sido completamente amador. Também em 2008 criou-se a feminina sub-19 e em 2011 a masculina sub-19.

## Palmarés
| Ano                             | Vencedor            | Segundo                  | Terceiro                                   |
| ------------------------------- | ------------------- | ------------------------ | ------------------------------------------ |
| Tour du Nord-Ouest de la Suisse |                     |                          |                                            |
| 1920                            | Henri Suter         | Hermann Gehrig           | Charles Martinet                           |
| 1921                            | Henri Suter         | Max Suter                | Jean Martinet                              |
| 1922                            | Henri Suter         | Jean-Baptiste Mosselmans | Lucien Rich                                |
| 1923                            | Henri Suter         | Henri Reymond            | Kastor Notter                              |
| 1924                            | Charles Guyot       | Henri Reymond            | Max Suter                                  |
| 1925                            | Kastor Notter       | Henri Suter              | Kaspar Schneider                           |
| 1926                            | Albert Blattmann    | Alfred Saccomani         | Otto Lehner                                |
| 1927                            | Hans Kaspar         | Otto Lehner              | Kaspar Schneider                           |
| 1928                            | Georges Antenen     | Albert Meyer             | Eugen Schlegel                             |
| 1929                            | Henri Suter         | Ludwig Geyer             | Albert Meyer                               |
| 1930                            | Georges Antenen     | Henri Suter              | Alfred Rüegg                               |
| 1931                            | Ernst Meier         | Ernst Hofer              | Alfred Bula                                |
| 1932                            | Hermann Müller      | Turel Wanzenfried        | Georges Antenen                            |
| 1933                            | Georges Antenen     | Albert Büchi             | Alfred Büchi                               |
| 1934                            | Walter Blattmann    | Alfred Bula              | Fritz Müller                               |
| 1935                            | Alfred Bula         | Carlo Romanatti          | Hans Martin                                |
| 1936                            | Theo Heimann        | Werner Buchwalder        | Karl Steger                                |
| 1937                            | Karl Wyss           | Hans Martin              | Ernst Nievergelt                           |
| 1938                            | Karl Litschi        | Robert Zimmermann        | Walter Blattmann                           |
| 1939                            | Theo Perret         | Hans Martin              | Edgar Buchwalder                           |
| 1940 edição não realizada       |                     |                          |                                            |
| 1941                            | Paul Egli           | Hans Maag                | Ferdi Kübler                               |
| 1942                            | Edgar Buchwalder    | Hans Knecht              | Werner Jaisli                              |
| 1943                            | Ferdi Kübler        | Walter Diggelmann        | André Hardegger                            |
| 1944 edição não realizada       |                     |                          |                                            |
| 1945                            | Hans Maag           | Ferdi Kübler             | Walter Diggelmann                          |
| 1946                            | Osvaldo Bailo       | Hans Knecht              | Willy Kern                                 |
| 1947                            | Hans Knecht         | Leo Weilenmann           | Oscar Plattner                             |
| 1948                            | Ernst Stettler      | Roger Aeschlimann        | Hans Knecht                                |
| 1949                            | Ferdi Kübler        | Gottfried Weilenmann     | Leo Weilenmann                             |
| 1950                            | Oscar Plattner      | Ernst Stettler           | Emilio Croci Torti                         |
| 1951                            | Cesare Zuretti      | Walter Reiser            | Fritz Schär                                |
| 1952                            | Hans Sommer         | Hans Nötzli              | Robert Bintz                               |
| 1953                            | Remo Pianezzi       | Fritz Schär              | Fritz Zbinden                              |
| 1954                            | Fritz Schär         | Ferdi Kübler             | Max Schellenberg                           |
| 1955                            | Hans Hollenstein    | Ernst Rudolf             | Eugen Kamber                               |
| 1956                            | Fausto Lurati       | Jean-Claude Grèt         | Attilio Moresi                             |
| 1957                            | Germain Derycke     | Ernst Traxel             | René Minder                                |
| 1958                            | Heinz Müller        | Giuseppe Barale          | Kurt Gimmi                                 |
| 1959                            | Hans Hollenstein    | Toni Graeser             | Walter Favre                               |
| 1960                            | René Strehler       | Alfred Rüegg             | Attilio Moresi                             |
| 1961                            | Alfred Rüegg        | Raymond Reisser          | Gilbert Salvador                           |
| 1962                            | Rolf Graf           | Rolf Maurer              | Robert Lelangue                            |
| 1963                            | Rudolf Hauser       | Fredy Dubach             | Rolf Maurer                                |
| 1964                            | Jos Hoevenaers      | René Binggeli            | Kurt Gimmi                                 |
| 1965                            | Robert Lelangue     | Luciano Sambi            | Giancarlo Ferretti                         |
| 1966                            | Horst Oldenburg     | Danilo Ferrari           | Renato Bongioni                            |
| 1967                            | Peter Abt           | Hans Jünkermann          | Auguste Girard                             |
| 1968                            | Peter Hill          | Peter Glemser            | Jacques Cadiou Fernand Etter Willy Spuhler |
| 1969                            | Louis Pfenninger    | Peter Abt                | Herbert Wilde                              |
| 1970                            | Léo Duyndam         | Winfried Bölke           | Arie den Hartog                            |
| 1971                            | Erich Spahn         | Maurice Dury             | Willy De Geest                             |
| 1972                            | Erich Spahn         | Harrie Jansen            | Jürgen Tschan                              |
| 1973 edição não realizada       |                     |                          |                                            |
| 1974                            | Roland Salm         | Frans Van Beeck          | Stefan Marti                               |
| 1975                            | Roland Salm         | Marc Meernhout           | Gianni Di Lorenzo                          |
| 1976                            | René Savary         | Geert Malfait            | Roland Salm                                |
| 1977                            | Simone Fraccaro     | Giuseppe Saronni         | Giovanni Battaglin                         |
| 1978                            | Eddy Verstraeten    | Bruno Wolfer             | Gottfried Schmutz                          |
| 1979                            | Gottfried Schmutz   | Ennio Vanotti            | Erwin Lienhard                             |
| 1980                            | Rudy Colman         | Serge Parsani            | Mario Beccia                               |
| 1981                            | Rudy Pevenage       | Yvan Lamote              | Sigmund Hermann                            |
| 1982                            | Erich Maechler      | Gilbert Glaus            | Eric McKenzie                              |
| 1983 edição não realizada       |                     |                          |                                            |
| 1984                            | Sean Kelly          | Philippe Leleu           | Claude Criquielion                         |
| 1985                            | Urs Freuler         | Hans Daams               | Jürg Bruggmann                             |
| 1986                            | Stephan Joho        | Jürg Bruggmann           | Kim Andersen                               |
| 1987                            | Philippe Chevallier | Thomas Wegmüller         | Richard Trinkler                           |
| 1988                            | Urs Freuler         | Michael Wilson           | Jean-Philippe Vandenbrande                 |
| 1989                            | Mauro Gianetti      | Thomas Wegmüller         | Niki Rüttimann                             |
| 1990                            | Thomas Wegmüller    | Rolf Järmann             | Frank Van Den Abeele                       |
| 1991                            | Serge Baguet        | Benny Van Brabant        | Andrei Tchmil                              |
| Tour de Berna                   |                     |                          |                                            |
| 1992                            | Erich Maechler      | Fabian Jeker             | Laurent Dufaux                             |
| 1993                            | Erik Zabel          | Éric Caritoux            | Jan Nevens                                 |
| 1994                            | Andreas Kappes      | Pascal Richard           | Frank Vandenbroucke                        |
| 1995                            | Luca Scinto         | Pascal Richard           | Michel Lafis                               |
| 1996                            | Beat Zberg          | Felice Puttini           | Michele Coppolillo                         |
| 1997                            | Michael Andersson   | Christian Henn           | Giuseppe Di Grande                         |
| 1998                            | Markus Zberg        | Oscar Camenzind          | Simone Leporatti                           |
| 1999                            | Andrea Ferrigato    | Niki Aebersold           | Oscar Camenzind                            |
| 2000                            | Lukas Zumsteg       | Marcel Strauss           | Christian Weber                            |
| 2001                            | Danilo Hondo        | Roman Peter              | Uwe Straumann                              |
| 2002                            | Kim Kirchen         | Mauro Gianetti           | Laurent Paumier                            |
| 2003                            | Fabian Cancellara   | Bruno Dreyer             | Marc Kerker                                |
| 2004                            | Alexandre Usov      | Roman Peter              | Sascha Urweider                            |
| 2005                            | René Weissinger     | Giampaolo Cheula         | Alexandre Moos                             |
| 2006                            | Gilbert Obrist      | Maurizio Anzalone        | Alexandre Pliușchin                        |
| 2007                            | Stefan Trafelet     | Marco Jimenez            | Ma Haijun                                  |
| 2008                            | Jarosław Marycz     | Guillaume Bonnafond      | Arnaud Godet                               |
| edições amadoasr                |                     |                          |                                            |
| 2009                            | Michael Bär         | René Murpf               | Bernhard Oberholzer                        |
| 2010                            | Choi Ki Ho          | Daniel Teklehaimanot     | Roger Beuchat                              |
| 2011                            | Pirmin Lang         | Natnael Berhane          | Mirco Saggiorato                           |
| 2012                            | Silvan Dillier      | Marcel Aregger           | Edouard Lauber                             |
| 2013                            | Marcel Wyss         | Sébastien Reichenbach    | Rémi Cusin                                 |
| edições profissionais           |                     |                          |                                            |
| 2014                            | Matthias Brändle    | Simon Zahner             | Pirmin Lang                                |
| 2015                            | Tom Bohli           | Antonio Parrinello       | Andrea Pasqualon                           |
| 2016                            | Enrico Salvador     | Danilo Celano            | Edouard Lauber                             |
| 2017                            | Filippo Fortin      | Bram Welten              | Fabian Lienhard                            |
| 2019                            | Stefan Bissegger    | Henok Mulubrhan          | Fabian Lienhard                            |
| 2022                            | Simon Vitzthum      | Lukas Ruegg              | Brieuc Rolland                             |
| 2023                            | Arnaud Tendon       | Marcel Wyss              | Lukas Ruegg                                |
| 2024                            | Diego Casagrande    | Christoph Janssen        | Luca Jenni                                 |

Notas:
- As edições de 2009 a 2012 foram amadoras, o resto de edições foram profissionais
- A edição 2003 não foi realizada, mas foi substituída por um Critérium para profissionais[7]

## Palmarés por países
| País          | Vitórias |
| ------------- | -------- |
| Suíça         | 64       |
| Bélgica       | 7        |
| Alemanha      | 7        |
| Itália        | 6        |
| Reino Unido   | 1        |
| Países Baixos | 1        |
| Irlanda       | 1        |
| França        | 1        |
| Suécia        | 1        |
| Luxemburgo    | 1        |
| Bielorrússia  | 1        |
| Polónia       | 1        |
| Hong Kong     | 1        |
| Áustria       | 1        |